# Hermann Ehlers Stiftung

Logo

Die Hermann-Ehlers-Stiftung e. V. (HES) ist ein Verein zur Förderung politischer Bildung auf freiheitlicher, demokratischer und christlicher Grundlage mit Sitz in Kiel. Die HES fördert überdies Studierende durch die Bereitstellung von Wohnraum. Zu diesem Zweck unterhält sie zwei Studentenwohnheime. Die Hermann Ehlers Akademie gGmbH (HEA) ist der unabhängige und überparteiliche Bildungsträger des Hermann-Ehlers-Stiftung e.V. Vorsitzende der Stiftung ist Sabine Sütterlin-Waack, Geschäftsführer ist Richard Nägler. 

## Gründung und Geschichte
Die „Hermann Ehlers Stiftung für staatsbürgerliche Bildung und Begabtenförderung e. V.“ wurde am 22. März 1968 in Hannover gegründet. Der Initiator war Kai-Uwe von Hassel (1913–1997). Namensgeber ist der zweite Bundestagspräsident Hermann Ehlers (1904–1954).
Am 22. März 1968 wurde im Hotel Luisenhof in Hannover die Satzung der „Hermann Ehlers Stiftung für staatsbürgerliche Bildung und Begabtenförderung e. V.“ unterzeichnet. Die neun Unterzeichner waren neben Kai-Uwe von Hassel Jutta Ehlers, Fritz Meyer-Struckmann, Karl Friedrich Möllering, Johann Christoph Besch, Friedrich Kühn, Philipp von Bismarck, Axel Seeberg, Johannes Strümpfel und Otto Fricke.
Kai-Uwe von Hassel wurde zum Vorsitzenden, Friedrich Kühn zum stellvertretenden Vorsitzenden, Karl Friedrich Möllering zum Schatzmeister gewählt. Jutta Ehlers,  Philipp von Bismarck, Fritz Meyer-Struckmann, Axel Seeberg und Gerhard Stoltenberg fungierten als Beisitzer.
Eine Mitgliederversammlung sollte über die Zusammensetzung des Vorstandes sowie eines Kuratoriums entscheiden. Im August 1968 beschloss der Vorstand über die Zusammensetzung des Kuratoriums und wählte Heinrich Barth zu dessen Vorstand. Parallel begann in Kiel die Errichtung des ersten Bauabschnitts des Studentenwohnheims in Kiel.
Ende 1968 legte der Vorstand fest, dass in Kiel ein zweiter Bauabschnitt realisiert werden sollte, mit einem kombinierten Akademie- und Studentenwohnheimgebäude. Kern der Akademiearbeit waren und sind die ehrenamtlich geführten Gesprächskreise. Sie setzen inhaltliche Schwerpunkte und fungieren als Impulsgeber.
Am 14. November 1969 wurde das Richtfest des zweiten Bauabschnitts gefeiert. Bereits für den 9. Juli 1970 lud der Vorsitzende zur offiziellen Einweihung der Hermann Ehlers Akademie ein.
Kai-Uwe von Hassel trieb währenddessen die Ausweitung der Stiftung voran. Am 21. Mai 1969 wurde in Hannover der Bau eines Studentenwohnheimes im Ihme-Zentrum beschlossen, das 1975 eingeweiht wurde. Dem folgte der weitere Ausbau der Stiftungsaktivitäten in Norddeutschland mit dem Beginn des Baus von Studentenwohnheimen mit angeschlossenen Akademien bzw. Kommunikationszentren in Hamburg, Osnabrück und Oldenburg. Alle Häuser wurden im Jahr 1976 eröffnet. Damit verfügte die Stiftung über 825 Wohnheimplätze und stieg zum führenden privaten Anbieter von Studentenwohnraum im norddeutschen Raum auf. Die Akademien und Kommunikationszentren wurden ebenfalls mit Leben gefüllt, außerdem mietete die Stiftung Räume in Berlin und Bremen, um von dort aus ebenfalls Veranstaltungen anzubieten. Im Jahr 1971 begann die Akademiearbeit in Niedersachsen, es folgten ab 1974 Veranstaltungen in Berlin, ab 1977 in Bremen, und ab 1979 in Hamburg. 1971 gründete sich in der Akademie der Arbeitskreis Militär und Sozialwissenschaften.
Im zehnten Jahr des Bestehens der Stiftung besuchten insgesamt 19.937 Teilnehmer 580 Veranstaltungen. Die folgenden Jahre wurden genutzt, um die Strukturen zu festigen. In diesem Zuge wurde der Name der Stiftung auf „Hermann Ehlers Stiftung e. V.“ verkürzt und der Vorstand auf 16 Mitglieder erweitert.
Kai-Uwe von Hassel kam bei der Jahrestagung des Evangelischen Arbeitskreises der CDU/CSU Deutschlands im Jahre 1982 auf den Gedanken, in einer Vortrags- und Gesprächsreihe Vertreter aus Politik und evangelischer Kirche zusammenzubringen. Daraus entstanden die Bad Bramstedter Gespräche.
Die Maueröffnung war für die Hermann Ehlers Stiftung eine große Herausforderung. 1990 besuchten ca. 9.000 Teilnehmer 231 Vortragsveranstaltungen und Seminare, die von den bestehenden Akademien der Stiftung in den nördlichen – zukünftig – neuen Bundesländern organisiert wurden. Das machte in diesem Jahr knapp 30 Prozent der gesamten Veranstaltungen und 25 Prozent der damit erreichten Gäste aus. Insgesamt besuchten 1990 52.858 Besucher 1.295 Veranstaltungen. Das Jahr 1990 war damit ebenfalls das Jahr der Rekorde in Bezug auf Teilnehmer, Zahl und Orte der Veranstaltungen.
1993 schloss die Hermann Ehlers Stiftung eine Vereinbarung mit der Konrad-Adenauer-Stiftung, die vorsah, dass sich die Hermann Ehlers Stiftung künftig bei der Bildungsarbeit auf das Stammland Schleswig-Holstein konzentriert und in den norddeutschen Ländern die Trägerschaft der Studentenwohnheime fortführt.
Im folgenden Jahr wurde diese Umstrukturierung organisatorisch mit der Verlagerung der zentralen Wohnheimverwaltung nach Hannover abgeschlossen. Von Anfang an waren die Akademien und Studentenwohnheime als eine Einheit konzipiert. Ziel war es, den Studenten mit den Akademien neben ihrem Studium die Gelegenheit zur politischen Bildung zu bieten. Während sich dieses System in den Anfangsjahren bewährte, nahmen die Studenten das Angebot seit Mitte der 90er Jahre nicht mehr sehr stark und seit der Jahrtausendwende fast gar nicht mehr wahr.

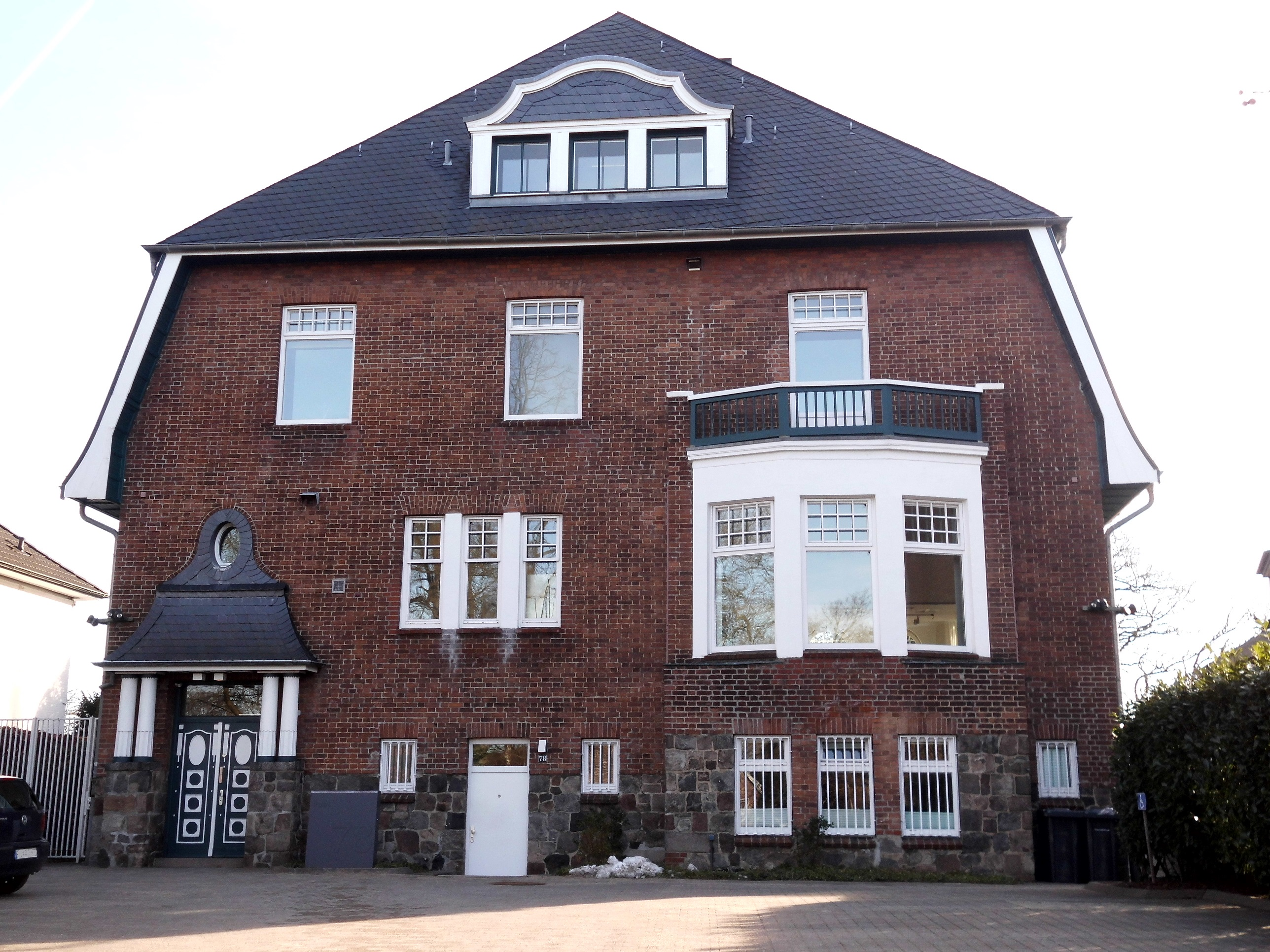
Verwaltungsgebäude in Kiel-Düsternbrook

Da über die Jahrzehnte durch niedrige Mieten für eine umfassende Sanierung zu wenig Rücklagen gebildet worden waren, beschloss der Vorstand im Jahr 2008, bis auf das Stammhaus in Kiel alle Wohnheime an einen privaten Immobilienbetreiber zu verkaufen. Im Gegenzug wurde das Wohnheim in Kiel saniert. Die Akademie und die Verwaltung der Stiftung zogen in das ehemalige Gästehaus der Schleswig-Holsteinischen Landesregierung.
Am 1. Dezember 2019 wurde ein neues Studentenwohnheim auf dem Campus der Christian-Albrechts-Universität zu Kiel eröffnet, das von der Hermann Ehlers Stiftung gebaut wurde und betrieben wird. Das Hermann-Ehlers-Haus bietet 155 Studentinnen und Studenten Wohnraum.

## Stiftungsziele
In § 2 wurde als Stiftungszweck die Förderung der demokratischen staatsbürgerlichen Bildung auf christlicher Grundlage festgelegt.
Satzungsgemäß hat die Stiftung die Aufgabe, „die politische Bildung auf freiheitlicher demokratischer und christlicher Grundlage zu fördern. Die Arbeit muss auch der Förderung der Kultur, der Jugendarbeit und der internationalen Verständigung dienen.“ Zu diesem Zweck bietet die Hermann Ehlers Stiftung Seminare, Workshops, Exkursionen, Studienreisen sowie abendliche Vortrags- und Diskussionsveranstaltungen an.

## Preise
Die Stiftung verleiht seit 1975 jährlich einen Ehrenpreis (Hermann Ehlers Preis) sowie einen Förderpreis, der 1998 in Kai-Uwe-von-Hassel-Förderpreis umbenannt wurde.
Der Hermann Ehlers Preis wird in der verpflichtenden Erinnerung an den Dienst von Hermann Ehlers verliehen. Er besteht aus einer Medaille und wird an Bürger verliehen, die „sich um die freiheitlich-demokratische Grundordnung in Deutschland verdient gemacht“ haben.
Der Kai-Uwe-von-Hassel-Förderpreis ist mit 2.500 Euro dotiert. Er soll Ansporn für jüngere Bürger sein, die durch ihre „bisherige Tätigkeit einen Beitrag zur weiteren Ausgestaltung der freiheitlich demokratischen Grundordnung in Deutschland geleistet“ haben.

### Hermann Ehlers Preisträger
- 1975: Hermann Kunst
- 1976: Aenne Brauksiepe
- 1977: Karl Dietrich Erdmann
- 1978: Wilhelm Hahn
- 1979: Walter Wallmann
- 1980: Ernst Engelbrecht-Greve
- 1981: Gerhard Schröder
- 1982: Arnold Dannenmann
- 1983: Pierre Pflimlin
- 1984: Helmut Thielicke
- 1985: Ernst Benda
- 1986: Ulrich de Maizière
- 1987: Poul Schlüter
- 1988: Alfred Toepfer
- 1989: Rudolf Blaum
- 1990: Karl Reincke
- 1991: Birgit Breuel
- 1992: Vytautas Landsbergis
- 1994: Tyll Necker
- 1995: Veronica Carstens
- 1996: Joachim Gauck
- 1997: Heinz Spielmann
- 1998: Hans Hansen
- 1999: Gerhard Stoltenberg
- 2000: Roman Herzog
- 2001: Klaus Naumann
- 2002: Hans Tietmeyer und Theodor Waigel
- 2003: Helmut Kohl
- 2004: Richard Schröder
- 2005: Siegfried Lenz
- 2006: Bärbel Bohley
- 2007: Paul Kirchhof
- 2008: Klaus Töpfer
- 2009: Friede Springer
- 2010: Bernhard Vogel
- 2011: Heiner Geißler
- 2012: Rita Süssmuth
- 2013: Jean-Claude Juncker
- 2014: Vitali Klitschko
- 2016: Klaus Werner Johannis
- 2017: Norbert Lammert
- 2019: Hans-Gert Pöttering